# Universe-Ireland-Klasse
Die sechs Einheiten der Universe-Ireland-Klasse der Reederei National Bulk Carriers waren Ende der 1960er Jahre die erste Serie von ULCC-Rohöltankern.

## Geschichte
1966 entschloss sich die Gulf Oil Corporation, ein neues Ölterminal auf Whiddy Island mit seiner langen geschützten Tiefwasserreede in der Bantry Bay zu bauen. Whiddy Island liegt nahe der gängigen Seewege und weit entfernt von größeren Ballungsräumen. Große Tanker sollten den Planungen von Gulf Oil zufolge das 1969 fertiggestellte Terminal mit Öl aus dem Persischen Golf beliefern und kleinere Einheiten sollten das Öl auf die europäischen Raffinerien verteilen.

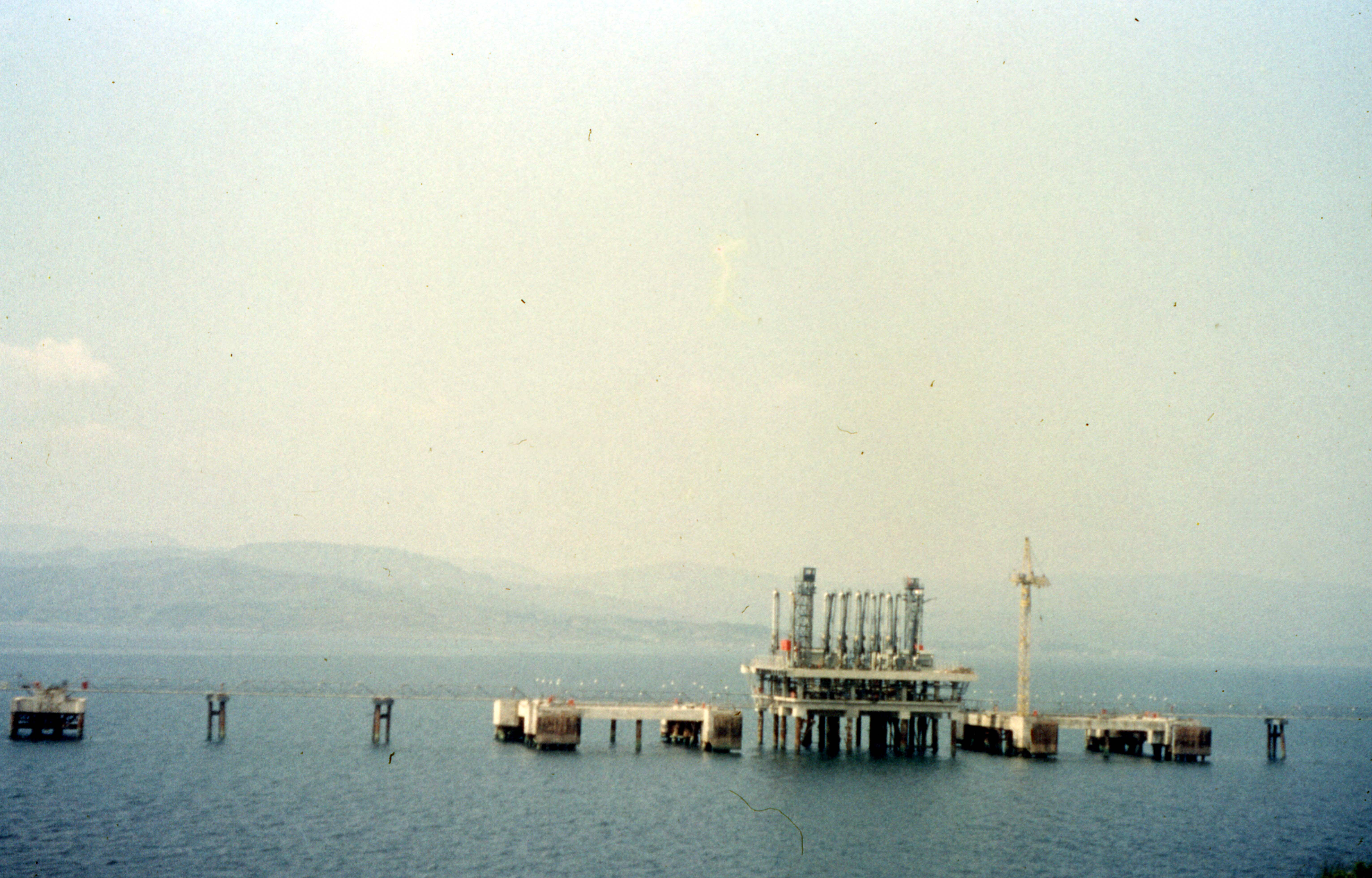
Das Gulf Oil Whiddy Island Terminal 1969

Für die Versorgung des Terminals vereinbarte Gulf Oil eine Langzeit-Charter über sechs zu bauende Tankschiffe mit Daniel K. Ludwig, dem Eigentümer der Reederei National Bulk Carriers. Die Baureihe wurde 1966 mit jeweils drei Einheiten bei den japanischen Schiffbaukonzernen Ishikawajima-Harima Heavy Industries (IHI) und Mitsubishi Heavy Industries (MHI) in Auftrag gegeben. Ursprünglich sollten die Tanker eine Tragfähigkeit von etwa 276.000 Tonnen haben. Die Bauaufträge wurden jedoch, wie in jenen Jahren nach der Blockade des Suezkanals häufig der Fall, in solche für nochmals größere Einheiten mit rund 330.000 Tonnen Tragfähigkeit umgewandelt. Drei Schiffe wurden auf der IHI-Werft in Yokohama gebaut, die drei anderen auf der MHI-Werft in Nagasaki.
Das Schiffssextett wurde in den folgenden Jahren wie vorgesehen im Fahrtgebiet vom Persischen Golf zum Gulf-Ölterminal in der Bantry Bay eingesetzt. Gulf Oil ließ einen etwa zweiminütigen Werbefilm über die Schiffe der Universe-Ireland-Klasse, unterlegt mit einem eigens dafür umgetexteten Shanty der Clancy Brothers, herstellen. Zum Erstanlauf der Universe Ireland entstand 1968 überdies ein Wochenschaubericht von British Pathé.
Da der Suezkanal von Juni 1967 bis Juni 1975 infolge des Sechstagekrieges gesperrt war, konnte das Bantry-Bay-Terminal zunächst sehr erfolgreich betrieben werden. Die schlechte Konjunktur in der Tankschifffahrt der späten 1970er und 1980er Jahre aufgrund der Wiedereröffnung des Suezkanals im Jahr 1975, der daraus resultierenden großen Tonnage-Überkapazität und dem vermehrten Betrieb kleinerer Tanker, die das Öl direkt zu den europäischen Abnehmern brachten, führte schließlich dazu, dass der Betrieb großer ULCC-Tanker unwirtschaftlich wurde. Überdies explodierte am 8. Januar 1979 der französische Rohöltanker Betelgeuse am Ölterminal Whiddy Island. Im Jahr 1980 wurden drei Tanker der Universe-Ireland-Klasse direkt an Abwrackwerften und die anderen drei Schiffe an die griechische Reederei Panathinea Episkopi Shipping verkauft. Als Secondhand-Tonnage wurden auch die verbliebenen drei Schiffe 1984 verschrottet.

## Beschreibung
Die Schiffe waren als reine Rohöltanker in Einhüllenbauweise ausgelegt. Die Entwürfe der beiden Bauwerften waren nahezu identisch. Das Deckshaus war weit achtern über dem Maschinenraum angeordnet, zwei nach oben verjüngte Schornsteine standen getrennt davon auf dem Decksaufbau hinter dem Brückenhaus. Die Tanker hatten zwei durchgehende Längsschotten und mehrere Querschotten. Alle Schiffe hatten 24 Ladetanks, die sich in acht Mitteltanks und 16 Seitentanks aufteilten, wovon zwei Seitentanks für Ballastwasser genutzt werden konnten. Das Manifold mit zwei Ladebäumen war mittschiffs platziert.
Als Antriebsanlagen dienten jeweils zwei Dampfturbinen von IHI, die in Lizenz von General Electric hergestellt wurden. Ihre Leistung gaben die Turbinen über ein Untersetzungsgetriebe an zwei Festpropeller ab.

## Die Schiffe
| Universe-Ireland-Klasse | Universe-Ireland-Klasse | Universe-Ireland-Klasse | Universe-Ireland-Klasse | Universe-Ireland-Klasse |
| Bauname                 | Bauwerft/ Baunummer     | IMO- Nummer             | Ablieferung             | Umbenennungen und Verbleib |
| ----------------------- | ----------------------- | ----------------------- | ----------------------- | --- |
| Universe Ireland        | IHI/2001                | 6815940                 | 26. August 1968         | 1980 Avin Oil Episkopi, 1981 Haql Episkopi, 1984 Episkopi, am 21. April 1984 zum Abbruch in Kaohsiung eingetroffen, dort ab 5. Juli 1984 durch die Tung Ho Steel Enterprise Corporation verschrottet.   |
| Universe Kuwait         | MHI/1651                | 6815938                 | September 1968          | 1980 Avin Oil Gerani, 1981 Khurais Gerani, 1983 Gerani, am 27. Januar 1984 zum Abbruch in Kaohsiung eingetroffen, dort ab 16. April 1984 durch die First Copper & Iron Industrial Company verschrottet. |
| Universe Japan          | IHI/2002                | 6905317                 | März 1969               | 1980 Avin Oil Sfakia, 1980 Jubayl, am 30. November 1983 zum Abbruch in Kaohsiung eingetroffen, dort ab 10. Januar 1984 durch die His Ying Enterprise Company verschrottet.                              |
| Universe Portugal       | MHI/1652                | 6905329                 | April 1969              | Am 23. September 1980 zum Abbruch in Kaohsiung eingetroffen, dort ab 24. Oktober 1980 durch Keun Hwa Iron Steel Works & Enterprise verschrottet.                                                        |
| Universe Korea          | IHI/2003                | 6913613                 | Juni 1969               | Am 8. August 1980 zum Abbruch in Kaohsiung eingetroffen, dort ab 20. August 1980 durch Keun Hwa Iron Steel Works & Enterprise verschrottet.                                                             |
| Universe Iran           | MHI/1653                | 6917657                 | Juli 1969               | Am 8. August 1980 zum Abbruch in Kaohsiung eingetroffen, dort ab 27. August 1980 durch die Swie Horng Steel Enterprise Company verschrottet.                                                            |
| Daten: Equasis          |                         |                         |                         | |